# Bo Roberson
Pour les articles homonymes, voir Roberson.
Irvin « Bo » Roberson   (né le 23 juillet 1935 à Blakely et mort le 15 avril 2001 à Passadena) est un athlète américain spécialiste du saut en longueur. 
Il s'illustre lors des Jeux panaméricains de 1959 en remportant le concours de la longueur devant son compatriote Greg Bell. L'année suivante, aux Jeux olympiques de Rome, l'Américain se classe deuxième de la finale avec 8,11 m (record personnel), devancé d'un centimètre seulement par son compatriote Ralph Boston.
Ses records personnels sont de 9 s 5 sur 100 yards (1961), 21 s 4 sur 220 yards (1961) et 8,11 m à la longueur (1960).
En 1961, Bo Roberson s'engage avec l'équipe de Football américain des Chargers de San Diego. Il évolue ensuite avec les Raiders d'Oakland, les Bills de Buffalo puis les Dolphins de Miami.

## Palmarès
| Date | Compétition        | Lieu    | Résultat | Marque |
| ---- | ------------------ | ------- | -------- | ------ |
| 1959 | Jeux panaméricains | Chicago | 1er      | 7,97 m |
| 1960 | Jeux olympiques    | Rome    | 2e       | 8,11 m |